# Bowser
Bowser (クッパ?, Kuppa), anche noto come re Koopa, è un personaggio immaginario, antagonista principale del franchise di Mario.
È un grosso e mostruoso Koopa e capo del suo fedele esercito, nonché l'arcinemico di Mario. Vuole conquistare il Regno dei Funghi e per questa ragione ha rapito in varie occasioni la Principessa Peach, venendo sempre salvata da Mario.
Fin dalla sua prima apparizione in Super Mario Bros., Bowser è apparso in tutti i titoli della serie Super Mario pubblicati da Nintendo dal 1985 (ad eccezione di Super Mario Bros. 2 e Super Mario Land) e col tempo sarebbe divenuto uno dei cattivi piú famosi della storia dei videogiochi.
In Giappone, il personaggio ha il titolo di Daimaō (大魔王? lett. "Grande re dei demoni"). Nella versione in inglese del manuale di Super Mario Bros. era definito Bowser, King of the Koopas (lett. "Bowser, re dei Koopa") e the sorcerer king (lett. "il re stregone").

## Caratteristiche
Bowser è un'enorme tartaruga appartenente alla specie dei Koopa Troopa benché il suo aspetto sia leggermente diverso rispetto ai suoi simili. La sua testa è di colore verde, il muso è di colore rosa e ha una cresta,le sopracciglia e gli occhi di colore rosso. Presenta aculei sul carapace, un paio di corna sulla testa e dei bracciali borchiati sulle braccia e nei polsi. Sebbene non sia un drago, è in grado di sputare sfere di fuoco dalle sue fauci.
Nonostante le sue dimensioni è in grado di compiere ampi balzi e di scuotere la terra intorno a sé all'atterraggio. In Super Mario Galaxy riesce inoltre ad appallottolarsi e a rotolare.
In Super Mario 64 è capace di teletrasportarsi o di scuotere la terra saltando.

## Origine
Durante la creazione Shigeru Miyamoto voleva basarsi su Re Amo, il cattivo de Le tredici fatiche di Ercolino. Tuttavia Takashi Tezuka era convinto che il nemico di Mario non dovesse essere un bue, ma una tartaruga. Insieme decisero quindi di ridisegnare l'aspetto di Bowser basandosi sulle tartarughe Koopa.
Miyamoto aveva in mente una rosa di nomi giapponesi basati su piatti coreani, tra cui ユッケ Yukke (da yukhoe) e ビビンバ Bibinba (da bibimbap). Alla fine optò per Kuppa, da gukbap. Per il mercato statunitense il nome diventò Koopa fino a Super Mario Bros. 3. Da Super Mario World si optò per cambiare nome in Bowser.
Nel film Super Mario Bros. Bowser è interpretato da Dennis Hopper ed il suo aspetto è basato sui rettili.

## Apparizioni

Bowser alla sua prima apparizione in Super Mario Bros.

Bowser appare per la prima volta in Super Mario Bros. (1985). Nel videogioco per Nintendo Entertainment System Bowser invade con i Koopa il Regno dei Funghi, trasforma i suoi abitanti in blocchi e rapisce la Principessa Peach. Tuttavia non fa i conti con Mario che attraverserà otto mondi e sconfiggerà sette differenti boss, prima di raggiungere Bowser e salvare la principessa. In Super Mario Bros.: The Lost Levels Bowser ripeterà il suo tentativo di conquistare il Regno dei Funghi.
In Super Mario Bros. 3 (1988) viene affiancato dai Bowserotti (Larry, Morton, Wendy, Iggy, Roy, Lemmy e Ludwig) nella conquista del Regno di Funghi. Sempre con l'aiuto dei Bowserotti nel videogioco Super Mario World (1990) Bowser tenta d'invadere la Terra dei Dinosauri intrappolando gli Yoshi. In questo titolo viene introdotta la Koopa Clown Car (Macchina Clown Koopa), una sorta di elicottero con le fattezze di un clown, che verrà usata nuovamente in Paper Mario.
Dopo la sua apparizione in Super Mario Kart (1992), Bowser tornerà nuovamente come rivale di Mario in Hotel Mario (1994). Nello stesso anno esce Super Mario RPG: il titolo inizia con Bowser che rapisce nuovamente la Principessa Peach ma viene scacciato dal suo castello in seguito all'arrivo di Exor, una gigantesca spada che colpisce la dimora di Bowser. Nel prosieguo della storia si alleerà con Mario per riprendere possesso del suo covo. In questo videogioco Bowser utilizzerà i suoi artigli, Categnaccio ed arriverà a scagliare Mario contro i nemici.
In Yoshi's Island (1995) appare per la prima volta Baby Bowser. In questo titolo tenta invano di sottrarre Baby Mario a Yoshi. Viene inoltre trasformato in un essere gigante dal Magikoopa Kamek.
In Super Mario 64 (Nintendo 64, 1996), rapisce di nuovo Peach e s'impossessa del suo castello. Per sconfiggerlo, Mario deve raccogliere un certo numero di Stelle ed entrare in tre differenti livelli: in ognuno di questi, deve afferrare Bowser per la coda e lanciarlo su delle bombe, che circondano il perimetro del suo campo di battaglia.
Super Mario Sunshine (GameCube, 2002) ha segnato il debutto di Bowser Jr., unicogenito di Bowser e nuovo grande rivale di Mario. La storyline parrebbe suggerire che Junior sia figlio di Bowser e della Principessa Peach: in realtà al termine di Super Mario Sunshine, Bowser stesso rivela a Junior che la Principessa Peach non è la vera madre.
In Mario & Luigi: Superstar Saga (Game Boy Advance, 2003), Bowser e Mario si alleano per un breve periodo all'inizio del gioco, dopo di che esso perde la memoria a causa di un incidente. In seguito, diviene l'assistente, per un certo tempo, del megalomane ladro Champo, con cui cerca di trovare ricchezze; dopo una battaglia con i fratelli Mario egli è scagliato sulle alture di Fagiolandia, dove la Strega Ghignarda si impossessa del suo corpo trasformandolo in Ghigno Bowser, una versione di Bowser modificata. La stessa sorte gli tocca in Mario & Luigi: Fratelli nel tempo, dove la Principessa Shroob riesce ad entrare nel suo corpo facendogli mangiare il suo corpo tramutato in un fungo. In quest'ultimo videogioco compare la sua versione fanciullesca, conosciuta come Baby Bowser.
In Super Paper Mario si allea con Mario per sconfiggere il Conte Cenere.
In Super Mario Galaxy (Wii, 2007), Bowser attacca il regno dei funghi dal cielo con una flotta di galeoni volanti, aiutato dal figlio Bowser Jr. Grazie a una gigantesca astronave Bowser rapisce la Principessa Peach portando nello spazio l'intero castello. Mario dovrà quindi inseguirlo attraverso diversi pianeti per poterlo sconfiggere ancora una volta e liberare la principessa.
In Super Smash Bros. Brawl (Wii, 2008), nella modalità avventura, l'Emissario del Subspazio, Bowser fa la parte del nemico, ovvero l'Esercito del Subspazio a fianco a Ganondorf (che lo tradisce come ha fatto Tabuu, la divinità a cui Bowser ubbidiva). Qui, Bowser spara a tutti quelli che vede con il suo cannone oscuro per trasformarli in trofei da collezione. Dopo aver scoperto di essere stato ingannato, Bowser si allea con il protagonista divenendo un personaggio giocabile.
In New Super Mario Bros per Nintendo DS compare come principale antagonista del gioco insieme a Bowser Junior. Il gioco si apre con quest’ultimo che rapisce Peach, costringendo Mario ad attraversare gli otto mondi proposti dal gioco per salvarla. Il giocatore affronta Bowser nel castello del Mondo 1. Dopo essere stato sconfitto, cade nella lava, riducendosi ad una forma scheletrica. Viene affrontato in questo stato nell'ultimo livello, nel castello del mondo 8. Dopo che Mario lo sconfigge, il re dei Koopa viene rigenerato da Junior che, lanciandolo in un pentolone, lo fa rinascere più grande e più forte di prima.
In New Super Mario Bros. Wii (Wii, 2009), Bowser riappare come antagonista, affiancato dai Bowserotti. Alla fine di ogni mondo, Mario deve affrontare un Bowserotto, eccezion fatta per l'ultimo, nel quale deve affrontare lo stesso Bowser. L'ambientazione della battaglia è simile a quella del gioco precedente, con un ponte levatoio sopra un lago di lava. Dopo che Mario fa cadere Bowser dal ponte attivando l'interruttore, Kamek (che si era travestito da Principessa Peach) usa la sua magia e fa diventare Bowser enorme, iniziando l'ultima battaglia del gioco.
In Mario & Luigi: Viaggio al centro di Bowser (Nintendo DS, 2009), come suggerisce il titolo, Mario e Luigi finiscono nella pancia del re dei Koopa, il quale è un personaggio giocabile. Bowser può tirare pugni, soffiare fuoco e schiacciare grossi interruttori col suo guscio. Il suo obiettivo è quello di riprendersi il suo castello e i suoi servi, sottratigli dall'antagonista Sogghigno.
In Super Mario Galaxy 2 (Wii, 2010), Mario viene invitato da Peach per mangiare una torta. Mentre si dirige al suo castello cominciano ad arrivare dei Luma (piccole stelline gialle) congelati da Bowser, che si vede sullo sfondo che arriva nella forma gigantesca, poiché egli ha il potere della Megastella. Dopo di che Bowser salta sul castello, prende Peach e con un balzo si dirige nell'Universo, di cui si è già impossessato. Infine dopo il combattimento epico tra i due, Bowser viene rimpicciolito perdendo tutti i suoi poteri.
In Paper Mario: Sticker Star (Nintendo 3DS, 2012) Bowser diventa potentissimo grazie al potere degli sticker reali, che gli permetteranno di: modificare il mondo di carta, potenziare i suoi alleati, creare una scogliera magica attorno al suo castello volante e infine diventare un gigante di cartone che verrà però sconfitto da Mario e Corinne (guardiana degli sticker reali). In questo gioco Bowser viene accompagnato da Kamek, che lo aiuterà fino alla fine, e poi Bowser Jr., a cui donerà il potere di modificare alcune cose del mondo di carta. Nel gioco Bowser possiede il suo castello volante e la flotta di navi elicottero, comandate da suo figlio Bowser Jr..
Bowser è apparso anche in altre serie e spin-off come Mario Golf, Mario Kart, Mario Party, Mario Tennis, Super Smash Bros. Melee, Mario Slam Basketball, Mario Smash Football, Mario Strikers Charged Football, Mario Power Tennis e Mario Sports Mix.
In Super Mario 3D Land Bowser è il boss del mondo 8 ma un Goomba e Kamek rispettivamente nei mondi 1 e 5 hanno preso le sue sembianze con la coda Tanooki al posto dell'originale. Si trova solo nei castelli.
In Super Mario 3D World Bowser compare in tre livelli. I primi due scontri sono nel castello del mondo 1 e in quello del mondo castello: qui Bowser compare sulla sua automobile e cerca di colpire Mario lanciandogli delle bombe a forma di pallone da calcio. Per sconfiggerlo, Mario deve rilanciargli le bombe, in modo da recargli danno. Il terzo scontro, invece, è quello finale, alla fine del mondo Bowser, nella sua supertorre. Qui Bowser, con una Super Campanella, si trasforma in Meowser: può arrampicarsi sulla torre, graffiare Mario con i suoi artigli e danneggiarlo scuotendo la sua coda. Nella seconda parte, Meowser usa anche delle Doppie Ciliegie per moltiplicarsi. Mario deve evitare tutti gli ostacoli e, una volta arrivato in cima, deve premere quattro volte il blocco POW, sul quale si trova Meowser, in modo da sconfiggerlo definitivamente.
In quest'ultimo gioco appare in tutti i castelli dei mondi S. Bowser apparirà anche come personaggio giocabile nella modalità "Bowser Party" in Mario Party 10 dopo essere stato uno dei boss principali della serie. Compare infine sia come personaggio giocabile che come antagonista (insieme al Dr. Eggman della serie Sonic) in tutti i giochi dello spin-off Mario & Sonic ai Giochi Olimpici.
In Super Mario Odyssey, gioco per Nintendo Switch del 2017, Bowser ricopre ancora il ruolo di antagonista principale. Il gioco si apre con il re dei Koopa vestito da sposo su un vascello volante con Peach, che vuole sposare contro la sua volontà. 
Qui avviene il primo combattimento con il re dei Koopa, che finisce con la sconfitta di Mario, che viene scaraventato giù dal velivolo. 
Insieme al Tubalese Cappy, Mario deve attraversare diversi Regni per trovare Bowser e la principessa, raccogliendo lune e oggetti preziosi lungo il tragitto.
Nel gioco fanno la loro prima comparsa i Broodals, quattro conigli bianchi alleati di Bowser, che osteggiano Mario durante il suo tragitto.
A metà dell'avventura Bowser stesso riaffronta Mario nel regno dei Nembi; qui Bowser viene battuto nel combattimento, ma non ancora sconfitto fa precipitare la Odyssey con a bordo i protagonisti tirandole contro una palla di cannone. Successivamente Bowser tenta di distruggere nuovamente la Odyssey in groppa al Drago dei Ruderi. 
Una volta raggiunta la Luna, Mario e Cappy interrompono il matrimonio tra Bowser e Peach. Allora Bowser, infuriato, fa cadere Mario in una botola. Qui Bowser ingaggia un'ultima battaglia con Mario, da cui però esce nuovamente sconfitto. In seguito, l'area in cui si trovano inizia a crollare e i personaggi cadono ancora più in profondità. Mario cap-tura Bowser e fugge dalla distruzione imminente, facendosi strada a suon di pugni e fiammate per raggiungere la superficie della luna.
Dopodiché, Bowser si rialza e i due spasimanti iniziano a corteggiare la principessa, con Mario che le offre un razzofiore e Bowser un bouquet di Piante Piranha, ma vengono respinti entrambi. Infine, Peach sale sulla Odyssey con Cappy e Tiara, e invita i due a raggiungerla sulla navetta. Entrambi corrono e spiccano un salto, ma Mario, saltando su Bowser, riesce a raggiungere la principessa, mentre il re dei Koopa ricade sulla Luna.
Fuori dalla serie, è un personaggio utilizzabile nel gioco Skylanders: SuperChargers.

## Altri media
- Bowser compare come antagonista principale nella serie anime di tre puntate Amada Anime Series: Super Mario Bros., insieme agli scagnozzi Iggy e Larry, e nel film d'animazione Super Mario Bros. - Peach-hime kyushutsu dai sakusen!.
- Appare come antagonista anche nelle serie animate statunitensi The Super Mario Bros. Super Show!, Le avventure di Super Mario e Super Mario World, dove però è diverso dalla sua controparte videoludica: è di colore verde e porta una corona in testa. Inoltre i suoi sette scagnozzi Bowserotti sono riconosciuti come suoi figli. Nella versione originale è chiamato Koopa, mentre in quella italiana Attila.
- Negli anni 90 è diventato il protagonista di una serie televisiva in live action dal titolo King Koopa's Kool Kartoons in cui è interpretato da Patrick Pinney.
- Nel film Super Mario Bros., del 1993, Bowser è interpretato da Dennis Hopper, nuovamente con il nome Koopa, ed il suo aspetto è basato sui rettili.[10]
- Il personaggio fa un'apparizione nel film Ralph Spaccatutto, pellicola animata prodotta dalla Disney nel 2012.[13]
- Bowser appare come antagonista principale nel film d’animazione Super Mario Bros. - Il film, doppiato in originale da Jack Black e in italiano da Fabrizio Vidale.

## Forme alternative

### Baby Bowser
Baby Bowser, come suggerisce il nome, è la versione infanta del Re dei Koopa, nonché l'acerrimo nemico di Baby Mario. Appare per la prima volta in Super Mario World 2: Yoshi's Island come boss finale del mondo 8, dove Kamek lo rende gigante. Appare anche in Mario & Luigi: Fratelli nel tempo, dove rappresenta la controparte di Bowser nel passato.

### Skelobowser
Skelobowser (ほねクッパ?, Ho ne kuppa) è la controparte scheletrica di Bowser, nonché il Re dei Tartosso, la forma scheletrica dei Koopa Troopa. Appare per la prima volta in New Super Mario Bros., nel Mondo 1, dove Bowser, cadendo nella lava, si brucia fino a consumarsi tutta la pelle.

Skelobowser in Mario Kart Wii

Essendo Skelobowser la controparte scheletrica del Re dei Koopa, non si notano grandi cambiamenti nell'aspetto, eccetto ovviamente il colore e la consistenza del suo corpo: essendo infatti costituito di ossa è completamente bianco; il carapace, invece, che in Bowser è verde, in Skelobowser appare rosso scuro. I suoi capelli sono raccolti in una coda e i collari attorno al collo e alle braccia sono anch'essi rossi. Le corna sono leggermente più lunghe e gli occhi hanno una forma lievemente più appuntita. La personalità di Skelobowser è pressoché la stessa della sua versione vivente: un cattivo crudele e spietato. Il suo ruggito è anche più terrificante di quello di Bowser.
Essendo la versione scheletrica di Bowser, Skelobowser ha gli stessi poteri di Bowser, ma con alcune modifiche. Le sue fiamme sono blu (il che suggerisce una temperatura molto più calda delle solite fiamme di Bowser) ed è insensibile al fuoco e alla lava. Dimostra anche la capacità di lanciare le ossa.
In New Super Mario Bros., per sconfiggere Skelobowser, Mario deve schivare i suoi attacchi, i quali includono il respiro di piccole palle di fuoco e il lancio delle sue stesse ossa e aspettare per fare un grosso salto. Dopo aver fatto ciò bisogna colpire lo Skull Switch, distruggendo il ponte e gettandolo in un pozzo molto profondo, quando colpisce finalmente la terra, tutto il suo corpo cade a pezzi.
Skelobowser fa la sua seconda apparizione giocabile in Mario Kart Wii. È un personaggio categorizzato pesante come il suo omologo Bowser. Tuttavia, sarebbe meglio classificarlo in classe di peso inferiore in quanto la sua costituzione è fatta solo di ossa, ma in realtà è stato associato a questa categoria per la sua grandezza (per esempio, Rosalinda e Waluigi, dovrebbero essere in una classe di peso inferiore ma per la loro grandezza sono stati associati alla classe pesante). Skelobowser è stato anche un avversario (CPU) in un evento di marzo 2009, attaccando continuamente il giocatore con palle di fuoco per tutta la durata della gara. L'evento si svolgeva nella pista Castello di Bowser versione Mario Kart 64. È sbloccabile giocando tutti i circuiti Wii 150cc prendendo almeno 1 stella.
Skelobowser fa la sua terza apparizione nel gioco Mario & Sonic ai Giochi Olimpici Invernali. Egli appare come ultimo nemico nella modalità festival per Wii e nella modalità avventura per Nintendo DS. Il personaggio viene incontrato durante l'evento di Hockey, capitano di una squadra di tre Tartosso, dove è portiere. Nel versione per DS viene anche incontrato nel Curling Bowling e nella Discesa super sonica. A differenza della seconda apparizione, Skelobowser non è giocabile.
In Super Mario 3D Land Skelobowser ritorna come boss nei castelli dei mondi speciali 1 e 5. Dopo essere caduto nella lava, la pelle di Bowser si è sciolta lasciando solo lo scheletro. Skelobowser in questo gioco può sputare palle di fuoco blu e compiere grandi salti. Come in New Super Mario Bros bisognerà di nuovo colpire lo Skull Switch per farlo cadere nella lava.
In Mario Tennis Open Skelobowser torna come personaggio giocabile, sbloccabile finendo il terzo livello di Occhio alla macchia. In questo gioco è un tipo difesa. In New Super Mario Bros. 2 Skelobowser torna come boss del castello del mondo stella. Il suo modo di attaccare sarà come quello della sua controparte (solo che lancerà le sue ossa al posto dei martelli) e verrà M ingigantito anche lui dai Bowserotti come Bowser. In Mario & Luigi: Paper Jam Bros. Skelobowser può essere affrontato come boss opzionale nel ring.
In Mario Party 10 Skelobowser torna come versione scheletrica di Bowser, boss finale della modalità Mario Party, e attaccherà solo quando questi finirà nella lava sconfitto. I suoi modi di attaccare saranno le capacità di sputare palle di fuoco blu e lanciare le proprie ossa contro i personaggi giocabili.
In Mario Kart Wii Skelobowser è un personaggio sbloccabile ottenendo almeno una stella nel rank finale di tutti i trofei del Gran Premio Rétro della classe 100cc. In Mario Kart 8 Skelobowser è un personaggio scaricabile con il 2° DLC a pagamento, mentre in Mario Kart 8 Deluxe sarà disponibile gratuitamente. In Mario Kart Tour Skelobowser è un personaggio ottenibile casualmente tramite i Tubi o tramite il negozio giornaliero.

### Giga Bowser

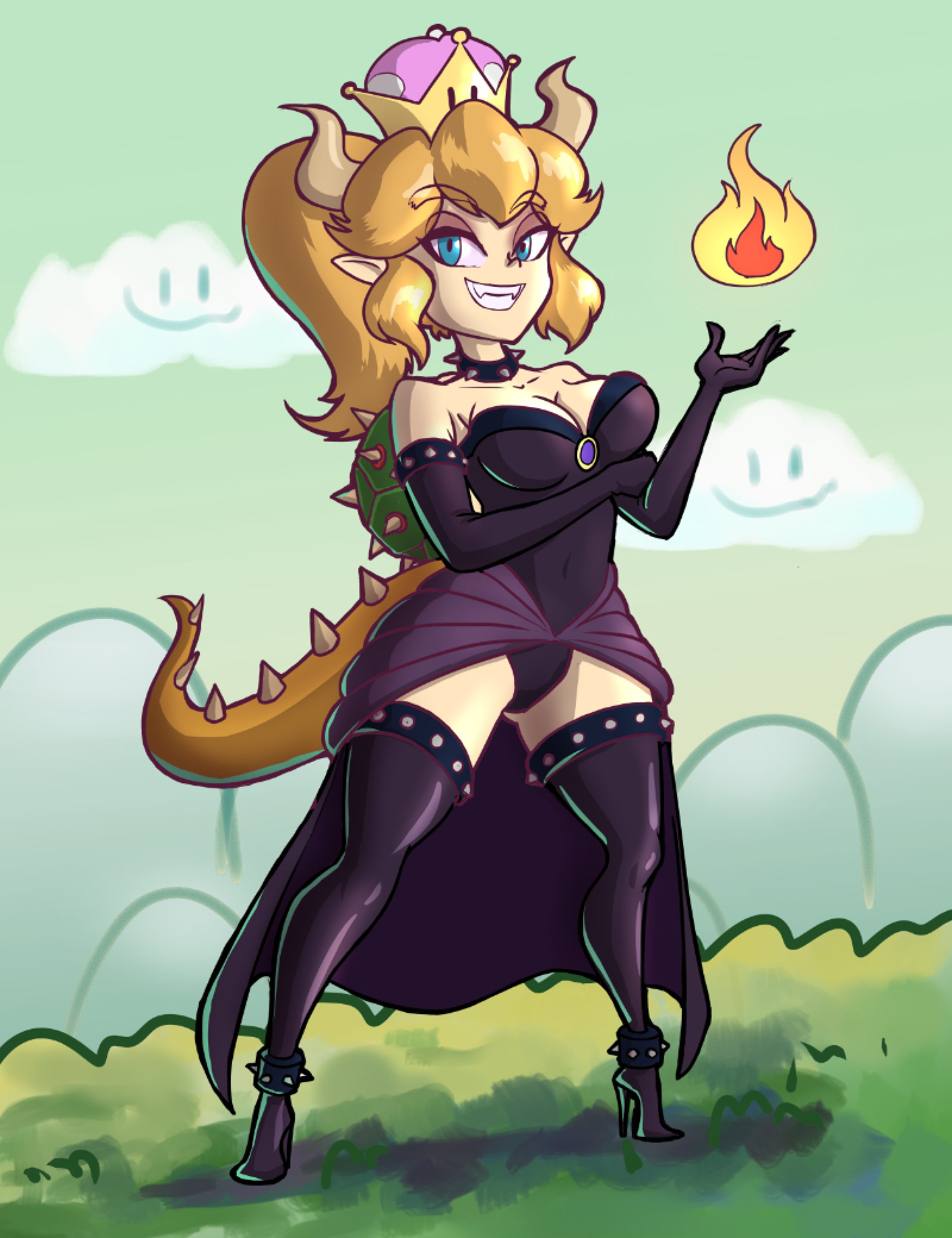
Una fan art raffigurante Bowsette

Giga Bowser, apparso per la prima volta in Super Smash Bros. Melee, ha un aspetto più feroce e cattivo a vedersi, infatti è alto 16m. Aumenta molto anche la sua potenza, grazie anche alle corna più lunghe e al muso più allungato, il quale gli dà un aspetto più draconico.
In Melee è un boss segreto affrontabile nella Modalità Classica solo se completata in modalità normale o superiore entro 18 minuti; è anche un avversario nell'Evento cinquantuno con Mewtwo e Ganondorf al suo fianco. In Super Smash Bros. Brawl e in Super Smash Bros. for Nintendo 3DS e Wii U invece Bowser può trasformarsi nella sua controparte durante la sua mossa finale. In Super Smash Bros. Ultimate riappare nuovamente come boss nella modalità avventura "La Stella della Speranza" ed è controllato da Kiaran.

### Bowsette
Nel 2018 è stata concepita una fan art di Bowser in chiave femminile conosciuta come Bowsette. Pur avendo lo stesso aspetto della principessa Peach, ha le corna, la coda e il guscio spinato di Bowser e indossa un abito nero che può trattarsi, a seconda dei casi, di un ampio ed elegante vestito con la gonna o un body e guanti o bracciali borchiati. Pur trattandosi di un personaggio non ufficiale, Bowsette è stata citata o analizzata in saggi, articoli accademici e riviste specializzate.